# Герцогство Святого Саввы
Герцогство Святого Саввы (серб. Војводство Светог Саве, лат. Ducatus Sancti Sabbae, итал. Ducato di Santo Sabba) — средневековое сербское герцогство, существовавшее от 1448 до 1482 года, когда оно подпало под турецкое владычество. Герцогство было названо в честь святого Саввы Сербского. Наибольшее распространение герцогство достигло во время правления Степана Вукчича Косачи (1448-1466), первого «герцога Святого Саввы». Ему наследовали его сыновья, херцоги Владислав Косача и Влатко Косача. Герцогство включало в себя несколько исторических регионов (Хум, Травуния, верхнее Подринье, нижнее Полимле), сегодня в составе современных государств (Боснии и Герцеговины, Сербии, Хорватии, Черногории).

## История
20 января 1448 года сербский феодал Стефан Вукшич Косача направил императору Священной Римской империи Фридриху III сообщение, под которым подписался «Герцог Святого Саввы, правитель Захумья и Приморья», а также потребовал, чтобы король Боснии признал за ним этот титул.
15 февраля 1448 года Стефан Вукшич подписал договор с Альфонсо V, королем Арагона. По этому договору Герцогство Святого Саввы попадало в вассальную зависимость от Арагона, взамен получив военную помощь в борьбе против Османской империи, Венеции и боснийского короля.
Стефан Вукшич умер в 1466 году. Власть над герцогством перешла его старшему сыну Владиславу Герцеговичу. В 1482 году Владислав был сражен турками во главе с его младшим братом, принявшим ислам, Херсекли Ахмед-пашой. В составе Османской империи земли герцогства были переименованы в Герцеговину (Земли Герцога) и выделены в отдельный Герцеговинский санджак в составе Боснийского пашалыка